# Flabellum aotearoa
Flabellum aotearoa är en korallart som beskrevs av Squires 1964. Flabellum aotearoa ingår i släktet Flabellum och familjen Flabellidae. Inga underarter finns listade i Catalogue of Life.